# Sorra absorbent
La sorra absorbent o l'arena absorbent era una sorra fina que s'empolvorava sobre la tinta humida per tal d'accelerar-ne l'assecat en l'època prèvia a la invenció del paper absorbent. Aquesta sorra fina es preparava a partir de substàncies com sal comuna finament molta, sorra o pols de minerals tous com el talc o la calcita. Una barreja de goma sandàraca i pedra tosca o conquilla triturada serveix com a sorra absorbent. Aquesta barreja també es pot utilitzar com aprest per al paper o certs teixits. La sorra absorbent es conservava normalment dins d'una sorrera, un petit recipient semblant a un saler. Moltes sorreres tenien les tapes còncaves perquè fos més fàcil tornar a posar la sorra dins del recipient.